# Орлецький Василь Григорович
Василь Григорович Орлецький (* 1 січня 1959, с. Лужани, Кіцманський район, Чернівецька область) — український футбольний функціонер. Колишній президент ФСК «Буковина» (Чернівці) та ФК «Лужани» (Чернівецька область). Віце-президент ФФУ.

## Життєпис
Закінчив Кам'янець-Подільський педагогічний інститут. Виступав у футбольних аматорських колективах Буковини: «Колос» (Лужани) та «Колос» (Іванківці). Арбітр республіканської категорії
До 1993 року працював у середній школі с. Мамаївці Кіцманського району Чернівецької області. З 1993 року – приватний підприємець.
Був президентом футбольного клубу «Лужани». Команда Василя Орлецького здобула Кубок України серед аматорів 2000, бронзу чемпіонату України серед аматорів-2007 і виграла чемпіонат України з футболу серед аматорів 2008.
У 2010 році став президентом ФСК «Буковина» (Чернівці), того ж року команда вийшла до першої ліги. Член виконкому Лужанської селищної ради.
З 18 липня 2012 голова Чернівецької обласної федерації футболу. З березня 2015 року віце-президент Федерації футболу України.